# Daldorf
Daldorf település Németországban, Schleswig-Holstein tartományban. Lakosainak száma 618 fő (2023. december 31.).

## Népesség
A település népességének változása:
| Lakosok száma | 577  | 654  | 642  | 653  | 635  | 618  | 618  |
|               | 1975 | 2014 | 2017 | 2019 | 2021 | 2022 | 2023 |